# Odienné
Odienné is een stad in Ivoorkust en is de hoofdplaats van de regio Denguélé. Odienné telt 91.691 inwoners (2014).
De stad bestond al in de pre-koloniale tijd en werd in de 18e eeuw gesticht door de Diarrassouba, een stam van de Malinké. Zij verjoegen de Sénoufo die er tot dan woonden en introduceerden er de islam. In de 19e eeuw werd de plaats hoofdstad van het koninkrijk Kabadougou. Rond 1860 was Odienné een belangrijke halteplaats voor de karavanen die goud en kola vervoerden.
Odienné is een regionaal handelscentrum met een grote centrale markt. Vanuit de stad zijn er wegverbindingen naar Man, Boundiali, Mali en Guinee.
De stad telt 19 wijken:
- Ancienne Aviation
- Air Ivoire
- Bromakoté
- Dar es Salam
- Kokobréla
- Oncho
- Libreville
- Central
- Sokourani
- Vakabala
- Résidentiel Sud
- Résidentiel Nord
- Kamatéla
- Texas
- École 2
- Habitat
- Hermankono
- Yankafissa
- Jérusalem

Bezienswaardig is de historische moskee van Samatiguila.
Een meerderheid van de bevolking is moslim, maar er zijn ook belangrijke groepen rooms-katholieken en methodisten. Sinds 1994 is Odienné de zetel van een rooms-katholiek bisdom. Naast Frans is Malinké de meest gesproken taal.